# Споменик палим борцима у ратовима 1990-1999 Прокупље
Споменик палим борцима у ратовима 1990-1999  налази се у центру града Прокупља и симболизује експлозију и растурање бивше земље док се у унутрашњости назиру границе тадашње државне заједнице Србије и Црне Горе. 
У централном делу стоје ове две године, крст и табла на којој пише: „Није мртав ратник који погине за отаџбину,  мртав је ако је заборављен“. Аутор споменика је прокупачки вајар Драган Дробњак.
Споменик палим борцима у ратовима 1990-1999. године у Прокупљу представља важан симбол сећања на жртве из региона, које су изгубиле своје животе током сукоба који су обележили ово турбулентно раздобље у историји Србије.                 Овај споменик симболизује храброст, оданост и жртву тих бораца у одбрани своје земље.
Налази се на централном месту у граду Прокупљу и представља једно од кључних обележја у локалном пејзажу. Споменик је подигнут с намером да се трајно ода почаст палим борцима и да се сачува сећање на њихову храброст. Он је сведочанство о тешким временима кроз која је регион пролазио током деведесетих година.
Споменик палим борцима у ратовима 1990-1999. године има дубоко емотивно значење за локално становништво. Он служи као место окупљања, где се организују комеморације, церемоније и полагање цвећа у знак поштовања према погинулим борцима. Ове свечаности се често одржавају поводом националних празника или годишњица важних догађаја из тог периода.
Овај споменик има и улогу едукације и подизања свести о ратном наслеђу међу млађим генерацијама. Посетиоци, укључујући туристе и локалне становнике, могу да се упознају са историјским догађајима и да разумеју цену слободе која је плаћена током тог раздобља.
Споменик палим борцима у ратовима 1990-1999. године у Прокупљу представља трајни тестамент храбрости и жртве бораца тог периода. Он нас подсећа на важност очувања сећања на жртве и на њихову жртву у борби за слободу и независност.

## Галерија
- Споменик палим борцима у ратовима 1990-1999
- Споменик палим борцима у ратовима 1990-1999
- Споменик палим борцима у ратовима 1990-1999